# 笠瓷螺
笠瓷螺（学名：Thyca ectoconcha），是中腹足目笠瓷螺科笠瓷螺属的一种。主要分布于台湾，常附着于海星的腕足上。